# Kostas Bigalis
Kostas Bigalis, (grekiska: Κώστας Μπίγαλης), född 15 mars 1953 i Aten, är en grekisk sångare, låtskrivare och musikproducent. Han gjorde många hitlåtar i Grekland på 1980-talet och 1990-talet såsom "Rina, Katerina" och "Me tin plati ston toiho". Han var även med i Eurovision Song Contest 1994 med låten "Diri Diri" som sångare och Eurovision Song Contest 1996 som kompositör till låten "Emis forame to himona anixiatika". Han började sin karriär som nittonåring då han vann en musiktävling och fick ett kontrakt med EMI Grekland.